# Çemişgezek
Çemişgezek là một huyện thuộc tỉnh Tunceli, Thổ Nhĩ Kỳ. Huyện có diện tích 865 km² và dân số thời điểm năm 2007 là 8210 người, mật độ 9 người/km².